# R.Y.C
R.Y.C è il secondo album in studio del musicista britannico Mura Masa, pubblicato nel 2020.

## Tracce
1. Raw Youth Collage – 3:39
2. No Hope Generation – 3:54
3. I Don't Think I Can Do This Again (featuring Clairo) – 3:42
4. A Meeting at an Oak Tree (featuring Ned Green) – 1:29
5. Deal Wiv It (featuring Slowthai) – 2:56
6. Vicarious Living Anthem – 2:05
7. In My Mind – 5:31
8. Today (featuring Tirzah) – 3:20
9. Live Like We're Dancing (featuring Georgia) – 4:10
10. Teenage Headache Dreams (featuring Ellie Rowsell) – 4:42
11. Nocturne for Strings and a Conversation – 2:21